# Dictioquinazol

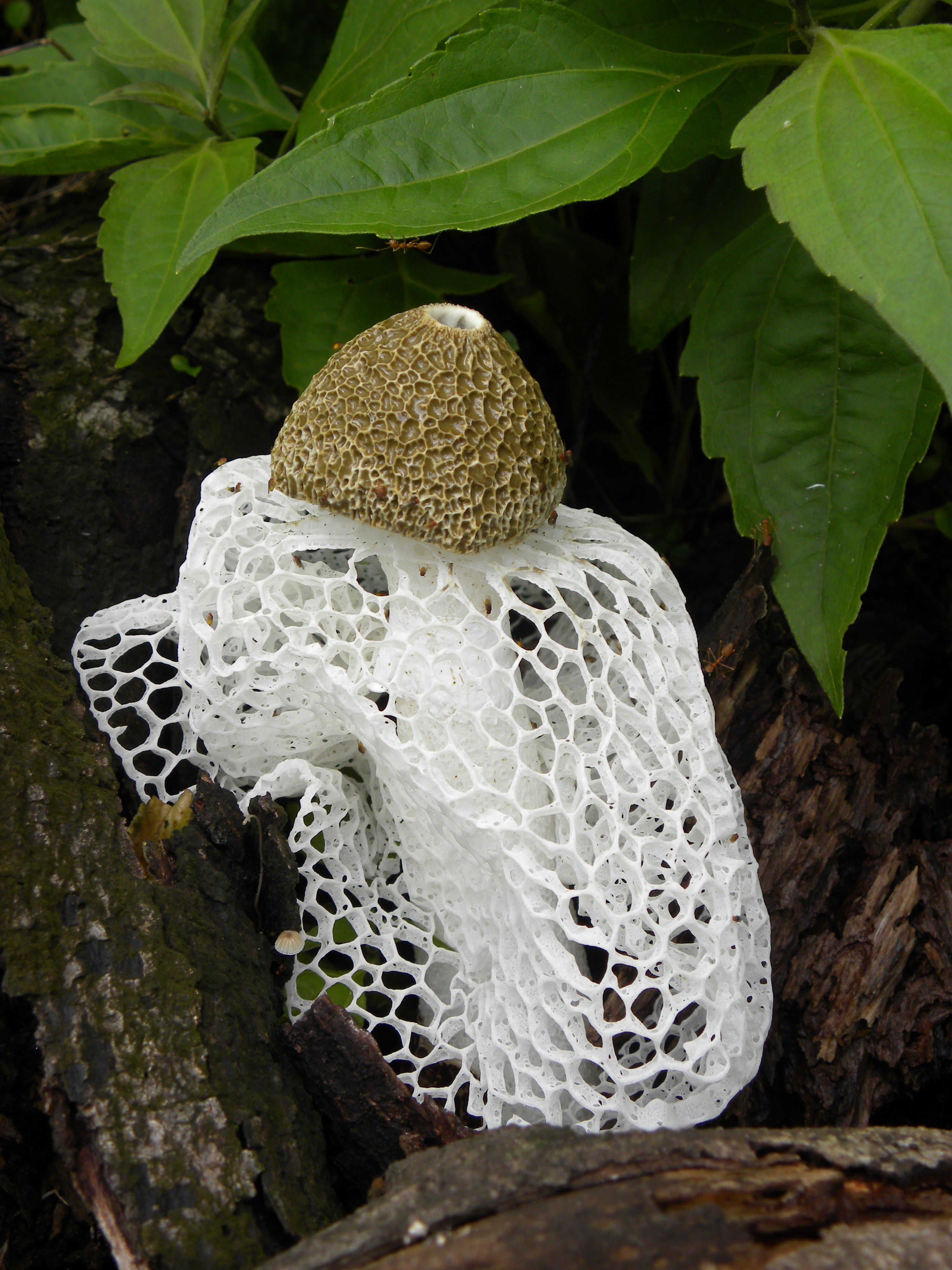
Phallus indusiatus (Antes Dyctiophora indusiata)

Los dictioquinazoles son alcaloides quinazolínicos aislados del hongo comestible Dictyophora indusiata (Phallus indusiatus). Son compuestos que presentan actividad neuroprotectora. Biosintéticamente proceden de dos unidades de ácido antranílico. 

## Propiedades físicas

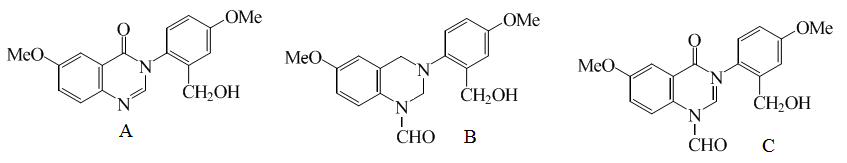
Dictioquinazoles